# 伊露維塔的孩子時代
伊露維塔的孩子時代（英語：Ages of the Children of Iluvatar）是英國作家約翰·羅納德·瑞爾·托爾金的史詩式奇幻小說系列中的伊露維塔的孩子行走時代總稱。
伊露維塔首生的孩子在雙樹紀於庫維因恩甦醒。這標記了伊露維塔的孩子開始活躍在中土大陸裡。以後，在第一紀元，第二位親屬，伊露維塔次生的孩子和被領養的孩子甦醒了。
托爾金寫道，每一個新紀元持續了大約3000年，雖然每一個新紀元不是固定的維持時間，和他認為紀元隨時間加速了。每一個新紀元結束都跟隨某一件伊露維塔的孩子歷史上主要事件發生，例如魔苟斯被逐出宇外（第一紀元結束）、索倫失去至尊魔戒（第二紀元結束）、索倫滅亡及人王亞拉岡登基（第三紀元結束）。

## 其它的版本
在一些文本裡，托爾金提到了中土大陸的第一紀元或世界的第一紀元並不是伊露維塔的孩子的第一紀元。這些變異在第一紀元的開始時間，將之擴大到阿爾達的創作，但一致地認為結束在魔苟斯在貝爾蘭的戰敗。
太陽紀的第一紀元在構想中是太陽上升開始和繼續直到魔苟斯被逐出宇外的600年間。這與托爾金的聲明有分歧的是，第一紀元應該是最長的時代，而不是短短的600年，所以人們認為之前的時代也屬於第一紀元。